# Myriam Fecchi
Myriam Fecchi (Roma, 6 marzo 1961) è una conduttrice radiofonica e conduttrice televisiva italiana.

## Biografia

### Radio
Cresciuta nelle radio private come la romana Radio In, Myriam Fecchi è considerata una delle voci storiche di RaiStereoDue, avendo iniziato a lavorarvi già nel 1983 al fianco di Francesco Acampora, Andrea Torre, Marco Vitale e Giorgio Panariello.
Sempre per Rai Stereo Due ha condotto dalle 21 FM Musica, nel 1987, insieme a Tiberio Timperi e nel 1990 con la partecipazione di Giorgio Panariello.
Dopo la chiusura di Stereo Due nel 1991 d'estate passa al pomeriggio della prima rete della neonata StereoRai (ex Rai Stereo Uno) sempre in coppia con Andrea Torre dalle 15 alle 17.
L'anno successivo sarà invece in coppia con Nino Mazzarino dalle 13.20 in apertura di programmazione.
Nel 1994 ha commentato per la radio, l'Oscar della radio, andato in onda su Rai 1.
Nel 1995, con la chiusura dei programmi stereo, tornerà a Radio 2 conducendo la prima edizione di Radio 2 Time, nella fascia dalle 14,30 alle 17.
Da settembre 2010 è stata in onda sulle frequenze di RTL 102.5 con Onorevole DJ di notte insieme ad Armando Piccolillo e Federico Vespa dal lunedì al giovedì notte tra l'1 e le 3.
Nel 2017 ha condotto un programma a Lady Radio di Scandicci.
Da gennaio 2018 è impegnata nella conduzione di Metti una sera a Zeta, dal lunedì al giovedì dalle 22:00 alle 24:00 su Radio Zeta.
Ad ottobre 2022, il ritorno a Rai Radio, ai microfoni di Rai Isoradio, dove conduce la trasmissione di musica e notizie "Incroci" con Savino Zaba.
Vince 3 Premi “Microfono d’Oro” nel 2017 alla carriera, nel 2024 e nel 2025. 

### Tv
Nella stagione 1995-1996, conduce su Rai due, Mio Capitano, della quale è anche autrice e l'Omaggio a Mia Martini, organizzato da Ruggero Pegna, in coppia con Andrea Giordana.
Nel 1984 ha condotto su Rai tre Cantamare - musica in onda con Jocelyn; nel 1985 e nel 1988, con Valerio Merola e nel 1986 con Mauro Michelino. A tale proposito, aveva presentato pure "Incontri d'Inverno" (1985-'86), per le selezioni del Cantamare, in onda su TRM (Tele Radio del Mediterraneo) di Palermo.
Dal 1986 al 1990 ha condotto il programma Clip Clip su Telemontecarlo insieme a Max De Tomassi, programma musicale per i giovani con videoclips e curiosità.
Nel 1988 presenta a Un disco per l'estate il 45 giri Te gusta, cantato con Donatella Milani.
Nel 1991 è stata chiamata per la prima volta come ospite al Maurizio Costanzo Show.
Nel 2006 ha fatto parte della Commissione Artistica della 56ª edizione del Festival di Sanremo, insieme a Giorgio Panariello, Gianmarco Mazzi e Massimo Cotto, ed è stata membro della giuria nella terza edizione del reality show musicale di Rai 2 Music Farm, condotto da Simona Ventura dopo Amadeus.
Nel 2009 è a Unomattina Estate con Miriam Leone; inoltre nello stesso anno conduce la rubrica "Note d'estate" per Unomattina Weekend con Sonia Grey su Rai 1.

## Discografia
- 1988: F M (Fecchi e Milani) - Ci Stai? (Fonit Cetra – SP 1866)[9] (sigla del palinsesto Rai Stereo Due FM - Musica e notizie)
- 1988: F M – Te Gusta? (Jocks – FTM 31609)[10]